# Никодим (Воскресенский)
Епископ Никодим (в миру Николай Саввич Воскресенский; ок. 1858—1930) — епископ Русской православной церкви, епископ Демянский, викарий Новгородской епархии.

## Биография
11 июля 1870 года в возрасте 22 лет, по увольнении из Тульского духовного училища определён по прошению в число послушников Московского Сретенского монастыря. Исправлял клиросное послушание. Посвящён в стихарь 11 июня 1872 года 22 января 1875 года в Сретенском монастыре был пострижен в монашество с именем Никодим.
20 июля 1875 года в Богоявленской церкви Московского Богоявленского монастыря епископом Можайским Игнатием (Рождественским) был рукоположён в сан иеродиакона.
30 октября 1883 года был рукопопложён в сан иеромонаха.
В 1894 году назначен игуменом Псковской Никандровой Благовещенской пустыни. В 1898 году возведён в сан архимандрита.
После кончины настоятеля Псково-Печерского монастыря архимандрита Мефодия (Холмского) на его место 26 апреля 1906 года был назначен архимандрит Никодим (Воскресенский). В настоятели Никандровой пустыни 5 мая 1906 года был переведен настоятель Мирожского монастыря архимандрит Владимир (Гиганов).
Став во главе Псково-Печерского монастыря, проявил себя неутомимым хозяйственником и строителем. Первое, что он сделал, — закончил строительство крытого хода из дома Наместника в Михайловский собор, начатое Архимандритом
Мефодием. При нём были построены два тамбура в Михайловском соборе. Ремонтировались Сретенский и Никольский храмы, проведено отопление Успенского собора, таким образом впервые за 400 лет собор стал отапливаться. В 1910 году был вырыт артезианский колодец, а в 1911 году по всему монастырю проведён водопровод. Выстроена богадельня, устроен хозяйственный двор со множеством зданий и построек. В 1913 году над главными воротами обители в Петровской башне установлены новые медные башенные часы.
После посещения 14-15 августа 1907 года Псково-Печерского монастыря архиепископ Арсений (Стадницкий) с сожалением написал в дневнике: «архимандрит Никодим… вежливый, старательный, но несколько не выдержанный в отношении к братии. Заботится о внешнем благолепии монастыря. Служба успенская прошла очень хорошо, но благодаря моим певчим, а не собственным силам монастыря. Какая разница между Спасо-Елеазаровскою обителью, и не в пользу Печерской. Там веет духом монастырским, здесь его нет».
5-13 июля 1909 года был участником первого Всероссийского иноческого съезда в Троице-Сергиевой Лавре.
8 июля 1911 года встречал в Псково-Печерском монастыре великую княгиню Елизавету Фёдоровну, которую сопровождал епископа Псковский и Порховский Алексий (Молчанов).
В 1912 году архимандрит Никодим подает рапорт в Псковскую консисторию о переводе монастыря из штатных в общежительные, и, благодаря его стараниям, монастырь вновь становится общежительным.
24 января 1908 года был принят императором Николаем II, которому подарил икону святителя Николая. Сам он об этом писал: «Его Императорское Величество много интересовался благосостоянием Псково-Печерского монастыря и братии, вспомнил о своем посещении обители 5-го августа 1903 года; вспомнил и благодарил меня за икону-складень, которую я имел счастие вручить Его Величеству при встрече в Спасо-Мирожском монастыре и, даже изволил показать сию икону-складень, сказав Милостивейшие слова: „Я эту икону имею всегда при себе, и куда еду — беру с собою“. Вспомнил Его Величество о нашем путешествии с Ним на Дальний Восток и о славном герое Макарове, с которым я путешествовал три года, совершив полное кругосветное плавание. В конце всего разговора Его Императорское Величество изволил сказать: „Я слышу о Вас все доброе, и что Вы трудитесь, и таланта, данного Вам от Бога, не зарываете в землю“».
26 августа 1914 года архимандрит Никодим был переведён в Юрьевский монастырь близ Новгорода.
Был одним из доверенных лиц епископа Тихвинского Алексия (Симанского). В феврале 1919 года помогал епископу Алексию при осмотре, по поручению Патриарха Тихона, мощей святых, почивавших в новгородском Софийском соборе и Сковородском монастыре.
Епископ Алексий и архимандрит Никодим подвергались судебным преследованиям в конце 1920 и феврале 1921 года как «контрреволюционноые элементы».
В феврале-марте 1922 года Патриархом Тихоном архимандрит Никодим был перемещен на новое место служения, а наместником Юрьева монастыря был назначен игумен Сергий (Васильев).
21 ноября (4 декабря) 1924 года в храме Донского монастыря архимандрит Никодим был хиротонисан во епископа Барнаульского, викария Томской епархии.
В 1925 году назначен епископом Демянским, викарием Новгородской епархии, но как раз в это время он был арестован. Открытый и громкий судебный процесс над епископом Никодимом и группой
духовенства происходил 15-25 ноября 1925 года. Из заметки «В чем „старая вера“ тихоновцев» в обновленческом журнале «Церковный вестник» (1925. N 11. С.4.): «Барнаул, 16 ноября. В губернском суде началось слушанием дело нескольких священников-тихоновцев, во главе с Барнаульским епископом Никодимом, обвиняющихся в использовании религиозных предрассудков с целью свержения Советской власти. Для возбуждения фанатизма среди невежественных крестьян священники распустили слух, что на месте расстрела белобандитов в селе Сорочьем Логу забил источник „живой воды“. Один из главных обвиняемых, бывший эконом Патриарха Тихона, Никодим, занимался рассылкой контрреволюционных писем и воззваний».
После тюрьмы находился в ссылке в Новгородской губернии.
Скончался в 1930 году.